# Harry S. Truman Presidential Library and Museum
La Harry S. Truman Presidential Library and Museum è una biblioteca-museo dedicata a Harry S. Truman, 33º Presidente degli Stati Uniti. Si trova a Independence nel Missouri, città dove Truman trascorse la giovinezza.
La sua costruzione fu decisa tramite il Presidential Libraries Act del 1955 ed è una delle 13 Biblioteche presidenziali gestite dalla National Archives and Records Administration (NARA).
Costruita su una collina da cui si domina il panorama di Kansas City, i lavori iniziarono nel 1955 alla presenza dell'ex presidente Truman e fu inaugurata il 6 luglio 1957 con una cerimonia a cui presenziarono l'ex presidente Herbert Hoover, il giudice della Corte Suprema Earl Warren e l'ex First Lady Eleanor Roosevelt. 
Il costo dell'opera è stimato in circa 1.700.000 USD.
L'ex presidente Truman partecipò attivamente alla conduzione del museo-biblioteca, seguendo la formazione del personale e dando conferenze stampa improvvisate a studenti ed altri gruppi di visitatori. Arrivava spesso sul posto prima degli altri impiegati, lavorando poi per molto tempo nel suo ufficio personale. Rispondendo al telefono diceva che era "the man himself" (lui in persona). L'ufficio è conservato esattamente com'era allora.
Tra i visitatori si annoverano i presidenti Dwight Eisenhower, John Kennedy, Lyndon Johnson, Richard Nixon, Jimmy Carter e Bill Clinton. Altre personalità sono state Jack Benny, Ginger Rogers, Robert Kennedy, Dean Acheson, John Kerry e John McCain.
Kofi Annan vi pronunciò l'11 dicembre 2006 il suo ultimo discorso come Segretario generale delle Nazioni Unite, incoraggiando gli Stati Uniti a tornare alle politiche multilaterali di Truman.
All'interno del museo si trova una replica dell'Ufficio ovale della Casa Bianca, usata come modello per altre repliche nelle biblioteche presidenziali di Lyndon Johnson, Gerald Ford, Jimmy Carter, Ronald Reagan, George H. W. Bush, Bill Clinton e George W. Bush.

## Galleria d'immagini

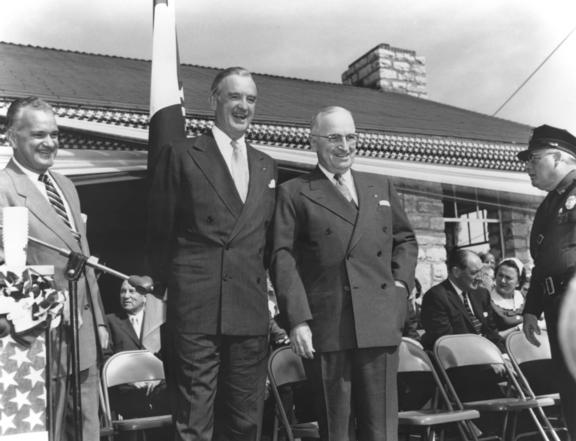
La cerimonia di inizio lavori (1955)
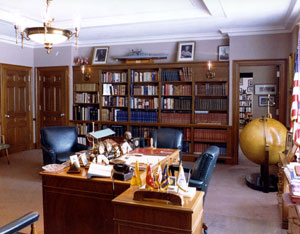
L'ufficio personale di Harry Truman
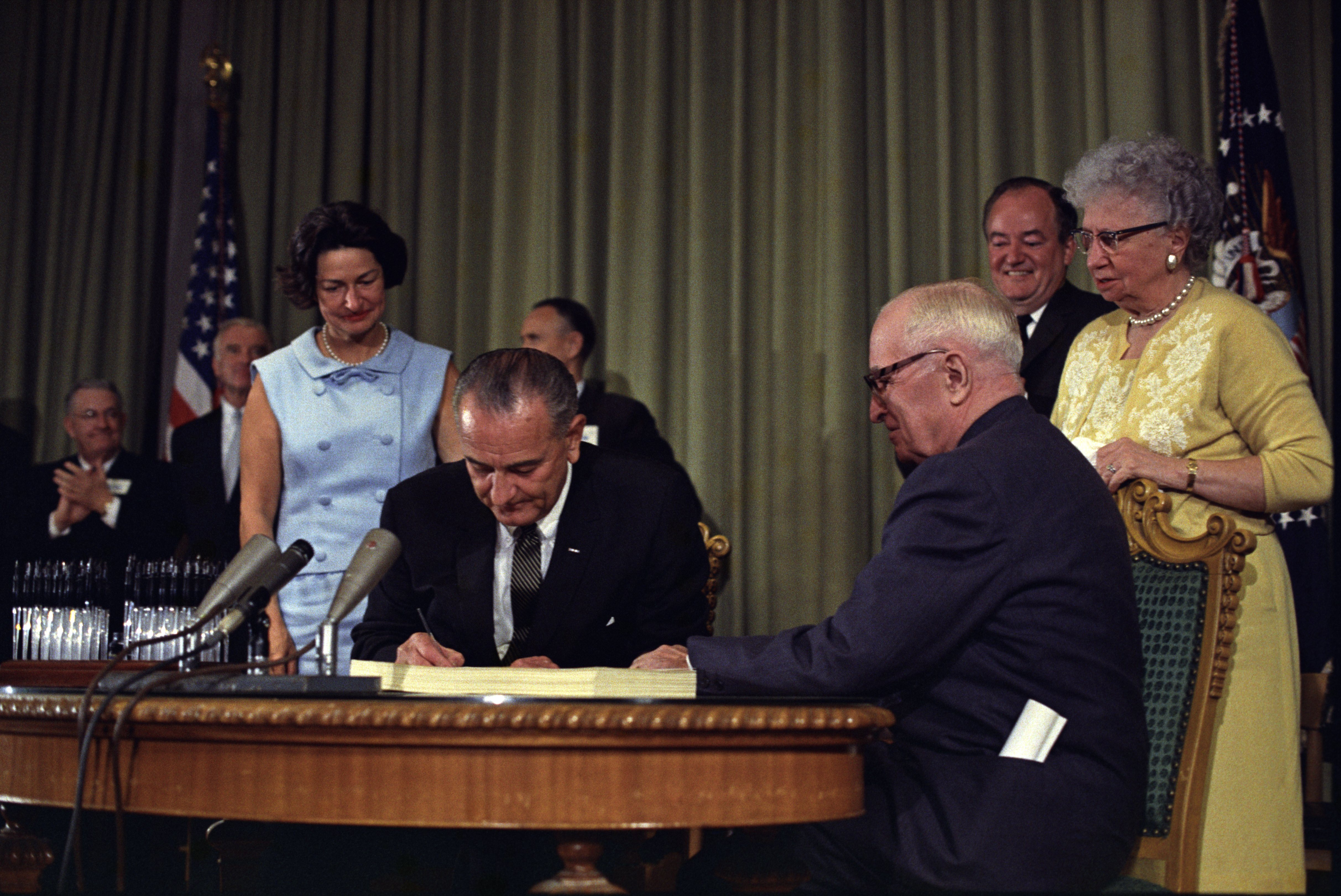
Il presidente Lyndon Johnson firma il Medicare Act (1965)
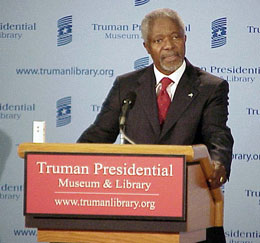
Kofi Annan pronuncia un discorso nel 2002